# شاهرخ مسکوب
شاهرخ مِسکوب (۲۰ دیِ ۱۳۰۴ – ۲۳ فروردینِ ۱۳۸۴) پژوهشگر، شاهنامه‌پژوه، مترجم و نویسنده ایرانی بود.

## زندگی
شاهرخ مسکوب به سالِ ۱۳۰۴ در بابل زاده شد و دوره ابتدایی را در تهران و در مدرسه علمیه پشت مسجد سپهسالار گذراند. از کلاس پنجم ابتدایی مطالعه رمان و آثار ادبی را شروع کرد. از همان زمان در دبیرستان ادب اصفهان ادامه تحصیل داد. پس از پایان تحصیلات دبیرستان در سال ۱۳۲۴ از اصفهان به تهران رفت و در رشته حقوق دانشگاه تهران مشغول به تحصیل شد. در همین سال‌ها بود که به روزنامه «قیام ایران» رفت و به تفسیر اخبار خارجی پرداخت. این «اولین کار نویسندگی» او بود. علاوه بر این، مِسکوب در این سال‌ها زبان فرانسه را آموخت. گرایش او به جریانات چپ و اشتیاق فراوانش برای دانستن اطلاعات روز و مطالعه مطبوعات چپ فرانسه، یکی از اصلی‌ترین انگیزه‌های او در این زمینه بود.
مسکوب به صورت پاره‌وقت با پروژه تاریخ شفاهی ایران هم همکاری‌ داشت و مصاحبه از چندین شخصیت سیاسی اجتماعی مانند هوشنگ نهاوندی را عهده‌دار بود.

## فعالیت سیاسی
گرایش سیاسی او به چپ باعث شد که در فروردین ماه سال ۱۳۳۰ در آبادان دستگیر و روانه زندان شود که البته خودش می‌گوید: «این بار دومی بود که به زندان می‌افتادم. بار اول بیست و چهار ساعت بیشتر نبود.» و آن بار اولش سال ۱۳۲۷ بوده است. «بیست و چهار ساعت در شهربانی نگه‌ام داشتند و بعد ولم کردند.» ولی در سال ۱۳۳۰ یک ماه تمام در زندان می‌ماند و در اردیبهشت همان سال آزاد می‌شود و «بعد از اینکه از زندان درآمدم منتقلم کردند شیراز». مسکوب یک بار دیگر یعنی در اسفند سال ۱۳۳۳ و چند ماه پس از کودتای ۲۸ مرداد سال ۱۳۳۲ دوباره دستگیر شده و تا اردیبهشت سال ۱۳۳۶ در زندان می‌ماند.
هوشنگ ابتهاج در کتاب خاطرات خود چنین آورده است: «شاهرخ وقتی از زندان اومد بیرون، خیلی بدزبان شده بود و این بدزبانیش هم تا مدت‌های مدید باهاش مونده بود. اصلاً نمی‌شد باور کرد این [فحش‌های چارواداری و خیلی مستهجن] از دهن شاهرخ بیرون می‌آد. بعد هم یک چیزهای فرضی رو با چنان قاطعیتی می‌گفت … مثلاً توی خونه من می‌گفت که 'خسرو روزبه فلان فلان شده، خودش فهرست اسم افسرها رو به حکومت داده و حالا یه جایی نشسته و داره کیف می‌کنه' در صورتی که روزبه همون لحظه تو اون اتاق نشسته بود!»
شاهرخ مسکوب در مورد دوران شکنجه‌اش در زندان‌های پهلوی دوم گفته که دو چیز او را زنده نگه داشت، یکی مادرش و دیگری دوستش مرتضی کیوان که در مهرماه همان سال تیرباران شده بود.

## مسکوب از نگاه دیگران
حسن کامشاد: «روز سه‌شنبه پیکر شاهرخ طی مراسمی از برابر تالار وحدت در میان اندوه و انبوه دوستدارانش: روشنفکران، نویسندگان، دانشجویان و جمعی از ناشران و روزنامه نگاران به بهشت زهرا برده شد. برخلاف گمان خودش که: «هرچه پیش‌تر می‌روم، تنهاتر می‌شوم. گمان می‌کنم به روز واقعه باید خودم جنازه‌ام را به گورستان برسانم. راستی مرده‌ای که جنازه خودش را به دوش بکشد، چه منظره عجیبی دارد، غریب، بیگانه.» شاهرخ نه غریب مرد، نه بیگانه…»
محمد رحیم اخوت: «بعد استقرار نظام جمهوری اسلامی در ایران ماند. مدتی ماند و فعالیت کرد. از همان اوایل در روزنامهٔ آیندگان مطلب می‌نوشت. به دلایلی که بحثش مفصل است، دید دیگر نمی‌تواند در آن شرایط و فضا باشد و بنویسد. خوب کارش تألیف، نوشتن و خواندن بود دیگر. مدتی هم که در ایران پیش از انقلاب مجبور شد به کارهای دیگری بپردازد، مثل مرغ در قفس بود. وقتی دید در روزهای بعد انقلاب از طریق نوشتن و انتشار عقایدش نمی‌تواند ادامه دهد، ایران را ترک کرد و همان‌جور که گفتید به مدرسهٔ مطالعات اسلامی پاریس رفت و در دانشگاه‌های لندن زبان و ادبیات پارسی تدریس می‌کرد. کتاب «مسافرنامه» حاصل آن رفت‌وآمدها از لندن به پاریس است. بله او در سختی زندگی کرد. حتی در پستوی عکاسی می‌خوابید. خُب می‌بینم کسی که اخلاق گرا و متعهد به باورهایش باشد و نگاهی انتقادی داشته باشد، گریزی نیست. آدم‌های این جوری را تاب نمی‌آورند.»
داریوش شایگان: «مسکوب اقلیم حضور بود، او از آثارش بزرگ‌تر بود.»
عبدالله کوثری: «چندی پیش که خاطرات مسکوب را که در خارج منتشر شده می‌خواندم، بارها و بارها بغضی آمیخته با خشم چنان بی‌تابم کرد که به راستی تاب خواندن نیاوردم. این‌که انسانی چنین فرزانه و چنین دلبسته میهن ناچار باشد در دیار غربت و آن هم در سنین سال‌خوردگی با چه دغدغه‌هایی برای گذران زندگی دست و پنجه نرم کند و ساعات گران‌بهایی را که می‌توانست صرف خلاقیتی به راستی ستایش‌انگیز کند، در چه دویدن‌های جان فرسایی به آتش بکشد، آیا از همه چیز گذشته ستمی بر ما و بر فرهنگ ما نبوده است؟»
حسن کامشاد از دوستان نزدیک مسکوب در مقدمه کتاب سوگ مادر نوشته است:
«من در سال ۱۳۲۳ در کلاس ششم متوسطه در اصفهان به آشیانه گرم این خانواده راه یافتم. مادر خودم تازه مرده بود و من چنان شیفته محبت سادگی و مهربانی تک تک افراد این خانواده شدم که در عالم خیال اندیشیدم، ای کاش این زن همسر پدر بیوه من می‌شد، من و برادرم دو خواهر را به نامزدی می‌گرفتیم و شاهرخ از یگانه خواهر من خواستگاری می‌کرد.»
او در ادامه آورده:
" خیال پردازیم را روزی با شاهرخ در میان گذاشتم، خندید و گفت: "این زنای با محارم در زنای محارم در زنای با محارم… می‌شود. شرع مقدس اجازه نمی‌دهد!""
مسکوب هم در خاطره مربوط به روز ۲۲/۰۴/۱۹۸۷ آورده:

«پریشب از لندن برگشتم. یک هفته ای پیش حسن و ناهید بودم. همه چیز در آرامشی دوستانه در آسودگی و سعادتی که فقط در دوستی وجود دارد، گذشت. هر دوستی ای خصلت خاص خود را دارد. خصوصیت دوستی حسن آرامش است. بودن با او روح مرا با من آشتی می‌دهد. از طرف دیگر از برکت این دوستی عمیق و طولانی به ریشه‌های دور خودم دست می‌یابم.»

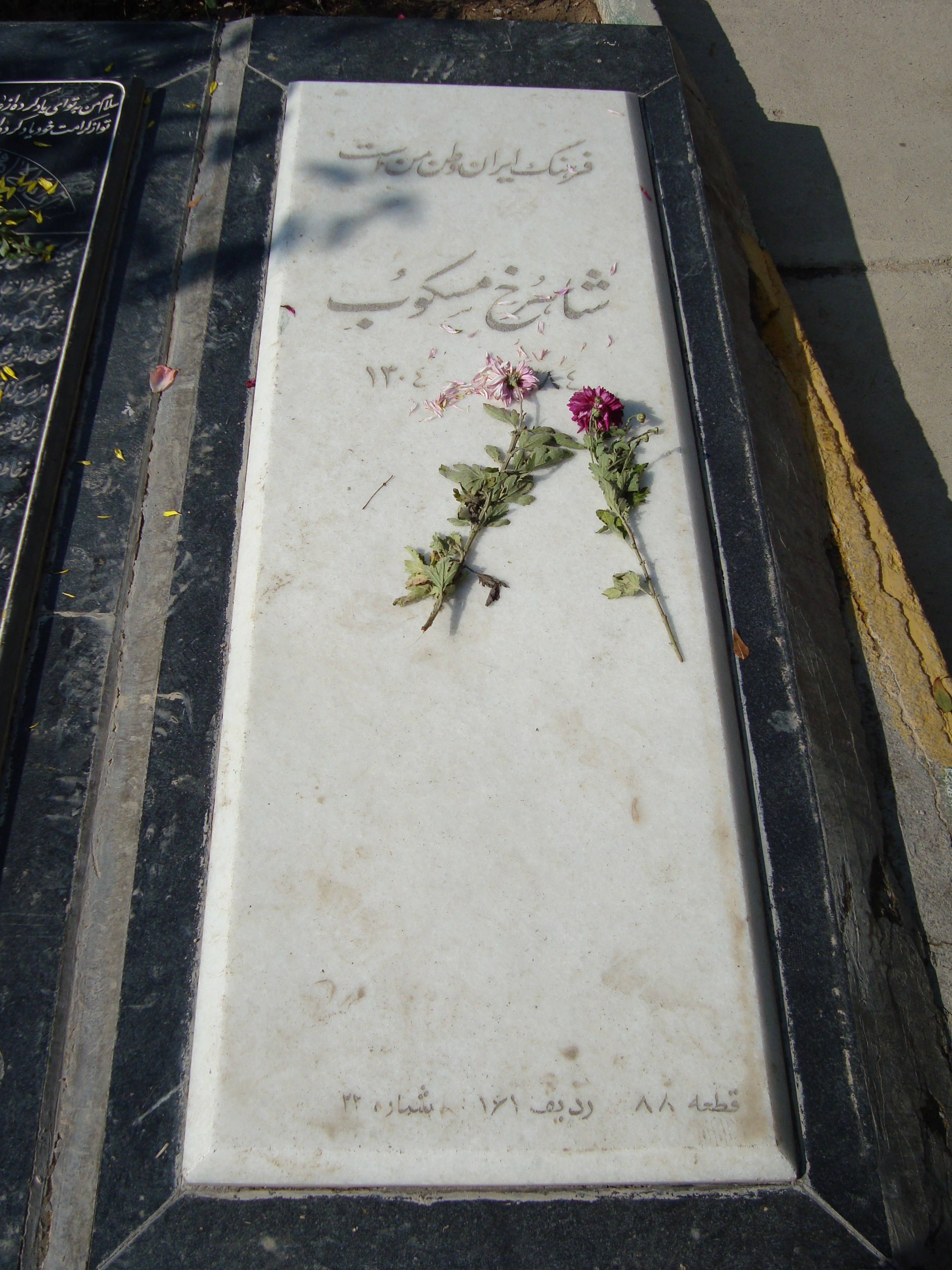
سنگ مزار شاهرخ مسکوب

## مرگ
شاهرخ مسکوب سرانجام در تاریخ بیست و سوم فروردین ۱۳۸۴ به علت ابتلا به سرطان خون در پاریس دیده از جهان فروبست. پیکر وی در بهشت زهرای تهران به خاک سپرده شده است.